# 로아노크로
로아노크로(Roanokeu-ro)는 강원특별자치도 원주시 무실동에서 단계동까지 이르는 도로로, 총 연장은 1.358km이다.

## 유래
도로의 명칭이 유래된 것은 원주시의 미국 자매도시인 버지니아주 로아노크의 시명을 반영하였다.

## 역사
- 2009년 10월 22일 : 도로명으로 로아노크로를 고시

## 주요 경유지
- 원주시
  - 무실동 - 단계동

## 접촉하는 도로
- 기업도시로
- 만대로
- 시청로
- 서원대로
- 직결 : 봉화로 (자오기 사거리)
- 접촉 불가 도로 : 중앙고속도로

## 주요 건물 및 시설
- 코오롱아파트 (로아노크로 15/단계동 880)
- 세이브타워 (로아노크로 74/무실동 1718-5)